# Mistrovství světa v biatlonu 2025 – stíhací závod žen
Stíhací závod žen na Mistrovství světa v biatlonu 2025 se konal v neděli 16. února v Lenzerheide na biatlonovém stadionu Roland Arena jako druhý individuální závod šampionátu. Závod odstartoval v 12:05 hodin středoevropského času.
Do závodu se kvalifikovalo 60 nejlepších závodnic z předcházejícího sprintu, startovalo jich však jen 56, když do závodu nenastoupily Italka Dorothea Wiererová a Rakuška Anna Gandlerová.
Úřadující olympijskou vítězkou z této disciplíny byla Norka Marte Olsbuová Røiselandová, která v březnu 2023 předcházejícího roku ukončila kariéru. Dvojnásobnou obhájkyní prvenství byla Francouzka Julia Simonová, která dojela na 12. místě.
Vítězkou se stala díky bezchybné střelbě Němka Franziska Preussová. Jednalo se o její první zlatou individuální medaili v kariéře a druhý titul mistryně světa, když navázala na 11let staré štafetové vítězství. Na probíhající mistrovství získala třetí cenný kov, když navázala na stříbro ze sprintu a bronz ze závodu smíšených štafeta. Druhé místo obsadila 25letá Švédka Elvira Öbergová, pro kterou to bylo premiérové umístění na stupních vítězů v individuálních závodech na světových šampionátech. Bronzovou příčku obsadila vítězka sprintu, Francouzka Justine Braisazová-Bouchetová, která tak obhájila svoji pozici z předchozího ročníku.

## Průběh závodu
Při první střelbě ve stíhacím závodě žen udělala vedoucí Francouzka Justine Braisazová-Bouchetová jednou chybu, a tak se do čela dostala Švýcarka Lena Häckiová-Großová těsně před Němkou Franziskou Preussovou. Při druhé střelbě pak obě vedoucí závodnice nechybovaly, a tak odjížděly v čele čtvrt minuty před Francouzkami Lou Jeanmonnotovou a Braisazovou-Bouchetovou. Při třetí položce však z biatlonistek na prvních deseti místech zastřílely čistě jen Preussová, která odjížděla první ze čtvrtminutovým náskokem, a Švédka Elvira Öbergová, která se tak posunula na čtvrté místo. Druhá jela Häckiová-Großová a třetí Braisazová-Bouchetová. Poslední střelbu zvládla Preussová bezchybně a zvítězila. Häcki-Großová udělala tři střelecké chyby a v pořadí klesla, když v cíli skončila nakonec pátá, ale Braisazová-Bouchetová i Öbergová zde nechybovaly. Prakticky celé poslední kolo jely spolu, ale po sjezdu ke stadionu Öbergová Francouzku předjela a vybojovala stříbrnou medaili.
Z českých reprezentantek dojela nejlépe Jessica Jislová, která udělala jen jednu střeleckou chybu při třetí položce, ale jela pomaleji. Skončila na 38. v místě, čímž jsi polepšila 18 pozic oproti startu. Lucie Charvátová nezasáhla celkem osm terčů a dojela padesátá.

## Výsledky
| Pořadí                           | č. | závodnice                     | stát      | počáteční ztráta | střelba (L+L+S+S) | čas     | ztráta  |
| -------------------------------- | -- | ----------------------------- | --------- | ---------------- | ----------------- | ------- | ------- |
| Zlatá medaile                    | 2  | Franziska Preussová           | Německo   | 0:10             | 0 (0+0+0+0)       | 26:58,9 |         |
| Stříbrná medaile                 | 10 | Elvira Öbergová               | Švédsko   | 0:53             | 1 (0+0+0+1)       | 27:38,0 | +39,1   |
| Bronzová medaile                 | 1  | Justine Braisazová-Bouchetová | Francie   | 0:00             | 3 (1+0+1+1)       | 27:39,8 | +40,9   |
| 4.                               | 6  | Lou Jeanmonnotová             | Francie   | 0:31             | 2 (0+0+1+1)       | 28:01,1 | +1:02,2 |
| 5.                               | 4  | Lena Häckiová-Großová         | Švýcarsko | 0:11             | 4 (0+0+1+3)       | 28:27,2 | +1:28,3 |
| 6.                               | 3  | Suvi Minkkinenová             | Finsko    | 0:10             | 2 (1+1+0+0)       | 28:40,0 | +1:41,1 |
| 7.                               | 20 | Anna Magnussonová             | Švédsko   | 1:03             | 3 (0+0+1+2)       | 28:42,9 | +1:44,0 |
| 8.                               | 5  | Michela Carrarová             | Itálie    | 0:24             | 5 (1+1+1+2)       | 28:43,1 | +1:44,2 |
| 9.                               | 9  | Ella Halvarssonová            | Švédsko   | 0:52             | 4 (1+0+2+1)       | 28:46,8 | +1:47,9 |
| 10.                              | 24 | Selina Grotianová             | Německo   | 1:20             | 3 (1+2+0+0)       | 28:51,9 | +1:53,0 |
| 11.                              | 19 | Hanna Öbergová                | Švédsko   | 1:03             | 5 (0+1+3+1)       | 29:01,6 | +2:02,7 |
| 12.                              | 7  | Julia Simonová (h)            | Francie   | 0:35             | 6 (0+3+1+2)       | 29:06,5 | +2:07,6 |
| 13.                              | 12 | Océane Michelonová            | Francie   | 0:56             | 4 (1+1+0+2)       | 29:06,7 | +2:07,8 |
| 14.                              | 29 | Lotte Lieová                  | Belgie    | 1:48             | 0 (0+0+0+0)       | 29:23,9 | +2:25,0 |
| 15.                              | 26 | Lisa Therese Hauserová        | Rakousko  | 1:31             | 2 (0+0+0+2)       | 29:36,9 | +2:38,0 |
| 16.                              | 14 | Milena Todorovová             | Bulharsko | 0:57             | 4 (1+0+1+2)       | 29:38,8 | +2:39,9 |
| 17.                              | 8  | Maya Cloetensová              | Belgie    | 0:50             | 1 (0+0+1+0)       | 29:43,1 | +2:44,2 |
| 18.                              | 23 | Ingrid Landmark Tandrevoldová | Norsko    | 1:13             | 4 (0+0+1+3)       | 29:44,3 | +2:45,4 |
| 19.                              | 40 | Lora Hristovová               | Bulharsko | 2:14             | 0 (0+0+0+0)       | 29:48,2 | +2:49,3 |
| 20.                              | 32 | Tuuli Tomingasová             | Estonsko  | 1:50             | 1 (0+0+0+1)       | 29:50,6 | +2:51,7 |
| 21.                              | 41 | Aita Gasparinová              | Švýcarsko | 2:15             | 2 (0+0+1+1)       | 29:51,9 | +2:53,0 |
| 22.                              | 18 | Julija Džymová                | Ukrajina  | 1:00             | 3 (0+1+2+0)       | 30:01,3 | +3:02,4 |
| 23.                              | 11 | Sophia Schneiderová           | Německo   | 0:56             | 5 (1+2+2+0)       | 30:01,4 | +3:02,5 |
| 24.                              | 17 | Julia Tannheimerová           | Německo   | 0:59             | 4 (1+0+1+2)       | 30:03,5 | +3:04,6 |
| 25.                              | 51 | Regina Ermitsová              | Estonsko  | 2:36             | 1 (0+1+0+0)       | 30:04,8 | +3:05,9 |
| 26.                              | 27 | Joanna Jakiełová              | Polsko    | 1:36             | 2 (0+1+1+0)       | 30:09,8 | +3:10,9 |
| 27.                              | 25 | Emma Lunderová                | Kanada    | 1:27             | 3 (0+1+2+0)       | 30:14,2 | +3:15,3 |
| 28.                              | 15 | Anamarija Lampičová           | Slovinsko | 0:57             | 8 (1+1+2+4)       | 30:14,9 | +3:16,0 |
| 29.                              | 22 | Paulína Bátovská Fialková     | Slovensko | 1:13             | 5 (2+1+1+1)       | 30:15,2 | +3:16,3 |
| 30.                              | 48 | Chrystyna Dmytrenková         | Ukrajina  | 2:28             | 1 (1+0+0+0)       | 30:15,6 | +3:16,7 |
| 31.                              | 35 | Tamara Steinerová             | Rakousko  | 2:04             | 1 (0+0+0+1)       | 30:19,3 | +3:20,4 |
| 32.                              | 33 | Anastasija Kuzminová          | Slovensko | 1:50             | 4 (0+1+1+2)       | 30:34,6 | +3:35,7 |
| 33.                              | 16 | Maren Kirkeeideová            | Norsko    | 0:57             | 7 (2+3+1+1)       | 30:37,5 | +3:38,6 |
| 34.                              | 28 | Jeanne Richardová             | Francie   | 1:38             | 5 (1+1+2+1)       | 30:51,0 | +3:52,1 |
| 35.                              | 31 | Nadia Moserová                | Kanada    | 1:50             | 3 (0+1+1+1)       | 30:53,7 | +3:54,8 |
| 36.                              | 54 | Jessica Jislová               | Česko     | 2:43             | 1 (0+0+1+0)       | 31:02,8 | +4:03,9 |
| 37.                              | 30 | Polona Klemenčičová           | Slovinsko | 1:48             | 4 (1+0+1+2)       | 31:03,5 | +4:04,6 |
| 38.                              | 37 | Elisa Gasparinová             | Švýcarsko | 2:08             | 4 (1+0+1+2)       | 31:05,0 | +4:06,1 |
| 39.                              | 36 | Susan Külmová                 | Estonsko  | 2:05             | 4 (1+1+1+1)       | 31:11,0 | +4:12,1 |
| 40.                              | 46 | Hannah Auchentallerová        | Itálie    | 2:28             | 3 (1+0+1+1)       | 31:14,3 | +4:15,4 |
| 41.                              | 55 | Baiba Bendiková               | Lotyšsko  | 2:45             | 5 (0+0+4+1)       | 31:24,5 | +4:25,6 |
| 42.                              | 59 | Anastasia Tolmachevová        | Rumunsko  | 2:48             | 0 (0+0+0+0)       | 31:32,2 | +4:33,3 |
| 43.                              | 38 | PPascale Paradisová           | Kanada    | 2:13             | 0 (0+0+0+0)       | 31:34,1 | +4:35,2 |
| 44 .                             | 58 | Anna Andexerová               | Rakousko  | 2:48             | 3 (1+1+1+0)       | 31:36,3 | +4:37,4 |
| 45.                              | 50 | Ragnhild Femsteineviková      | Norsko    | 2:33             | 5 (4+1+0+0)       | 31:54,2 | +4:55,3 |
| 46                               | 43 | Valentina Dimitrovová         | Bulharsko | 2:21             | 4 (1+0+2+1)       | 32:07,8 | +5:08,9 |
| 47.                              | 45 | Anna Mąková                   | Polsko    | 2:27             | 3 (0+1+1+1)       | 32:08,4 | +5:09,5 |
| 48.                              | 52 | Chloe Levinsová               | USA       | 2:40             | 3 (1+0+1+1)       | 32:26,9 | +5:28,0 |
| 49.                              | 56 | Lucinda Andersonová           | USA       | 2:46             | 5 (1+2+0+2)       | 32:32,3 | +5:33,4 |
| 50.                              | 39 | Lucie Charvátová              | Česko     | 2:14             | 8 (2+1+2+3)       | 32:35,8 | +5:36,9 |
| 51.                              | 44 | Karoline Offigstad Knottenová | Norsko    | 2:21             | 6 (2+1+2+1)       | 32:58,8 | +5:59,9 |
| 52.                              | 57 | Eve Bouvardová                | Belgie    | 2:47             | 5 (1+2+1+1)       | 33:10,3 | +6:11,4 |
| 53.                              | 60 | Lena Repincová                | Slovinsko | 2:50             | 7 (0+2+2+3)       | 33:10,9 | +6:12,0 |
| 54.                              | 47 | Judita Traubaiteová           | Litva     | 2:28             | 7 (1+2+2+2)       | 33:15,7 | +6:16,8 |
| 55.                              | 13 | Natalia Sidorowiczová         | Polsko    | 0:57             | 7 (1+2+3+1)       | 33:27,9 | +6:29,0 |
| 56.                              | 42 | Estere Volfová                | Lotyšsko  | 2:16             | 8 (2+1+3+2)       | 33:53,7 | +6:54,8 |
| LAP                              | 49 | Johanna Talihärmová           | Estonsko  | 2:33             | 6 (2+4+ + )       | LAP     | LAP     |
| LAP                              | 53 | Martina Trabucchiová          | Itálie    | 2:42             | 6 (1+2+3+ )       | LAP     | LAP     |
| DNS                              | 21 | Dorothea Wiererová            | Itálie    | 1:11             | DNS               | DNS     | DNS     |
| DNS                              | 34 | Anna Gandlerová               | Rakousko  | 1:50             | DNS               | DNS     | DNS     |
| Zdroj: (g) – obhájkyně vítězství |    |                               |           |                  |                   |         |         |